# فلزی‌رنگ‌واران قدیمی
فلزی‌رنگ‌واران قدیمی (نام لاتین: Heterobathmioidea) نام یک بالاخانواده از شاخه بندپایان است.